# Барановка (река, впадает в Раковическое озеро)
Барановка — река в России, протекает по Лужскому району Ленинградской области. Впадает в озеро Раковическое. Длина реки — 9 км.

## Данные водного реестра
По данным государственного водного реестра России относится к Балтийскому бассейновому округу, водохозяйственный участок реки — Луга. Относится к речному бассейну реки Нарва (российская часть бассейна).
Код объекта в государственном водном реестре — 01030000512102000025743.